# Portrait de femme (Lotto)
Pour les articles homonymes, voir Portrait de femme.
Le Portrait de femme est un tableau réalisé vers 1505 par le peintre italien Lorenzo Lotto. De format vertical, cette huile sur bois est le portrait en buste d'une femme devant une tenture verte. Passée entre les mains d'Anthelme et Edma Trimolet, l'œuvre est conservée depuis 1878 au musée des Beaux-Arts de Dijon, à Dijon, dans la Côte-d'Or, en France.
Selon toute vraisemblance, le Portrait de femme avait autrefois pour couvercle coulissant l'Allégorie de la Chasteté. Légèrement plus grand, ce panneau allégorique se trouve à présent dans les collections de la National Gallery of Art, à Washington, aux États-Unis.

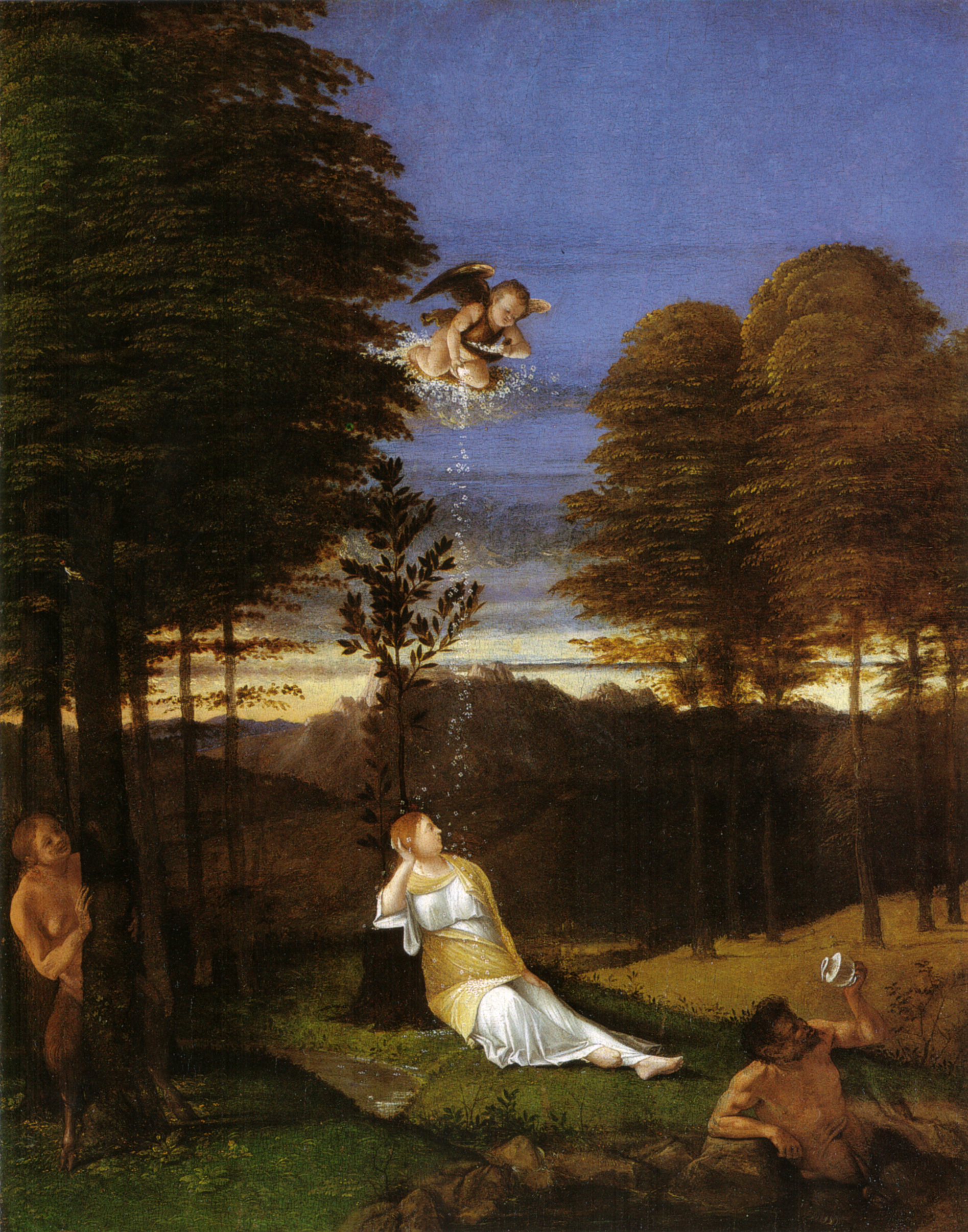
Allégorie de la Chasteté, vers 1505 – National Gallery of Art, Washington.